# Emil Martin
Emil Martin (* 10. September 1891 in Straßburg; † 10. September 1967 in Heidenheim an der Brenz) war ein deutscher Politiker (SPD).

## Werdegang
Martin war als Angestellter tätig. Nach Ende des Zweiten Weltkriegs gehörte er als Abgeordneter der SPD im Juni 1946 zunächst der Verfassunggebenden Landesversammlung Württemberg-Baden an und im Anschluss von 1946 bis 1952 als Direktkandidat im Wahlkreis Heidenheim dem Landtag von Württemberg-Baden.

## Ehrungen
- 1952: Verdienstkreuz am Bande der Bundesrepublik Deutschland